# Ion Iachim
Ion Iachim (n. 1 ianuarie 1950, Cornova, raionul Ungheni, Republica Moldova) este un prozator, publicist, profesor de limba și literatură română. Este membru al Uniunii Scriitorilor din România.

## Biografie
Ion Iachim este profesor de limba și literatura română, scriitor despre care Spiridon Vangheli scrie: “…un povestitor de care nu prea avem mulți”.
Absolvent al Școlii medii din satul Codreanca, raionul Strășeni, l-a avut dascăl de limba și literatura română pe merituosul scriitor și publicist Constantin Bobeică. 
A absolvit cu mențiune Facultatea de Filologie a Universității Pedagogice „Ion Creangă” din Chișinău (1972). 
Profesor de limba și literatura română la Școala medie Nr. 1 din s. Cărpineni, r-nul Hâncești (1972-1975, 1978-1996).
Face studii de doctorat la Institutul de Limbă și Literatură al Academiei de Științe a Republicii Moldova (1975-1978).   
Din 1997 lucrează la redacția ziarului pentru pedagogi Făclia și profesor de limba și literatură română la Colegiul de Economie și Drept „Socrate” din Chișinău. 
Actualmente este redactor-șef al ziarului Univers Pedagogic Pro. 

## Activitate literară
A debutat cu Întoarcere la mare (nuvele și povestiri) Ed. Literatura artistică, Chișinău, 1983, în care realul și imaginarul se îmbină firesc, precum în basme, țintind modelarea morală și stimularea imaginației micului cititor . Același aliaj este propriu și celorlalte culegeri de povestiri pentru copii:
- Un dar de la Moș Dănilă (Ed. Literatura artistică, Chișinău, 1988);

- Amintirile Pițigoiului Zbanț (Ed. Revista „Limba Română”, Chișinău, 1996; Ed. Pontos, Chișinău, 1997; Ed. Pontos, Chișinău, 2007);

- Lăcrimioara, Iulia, Trăncănel, dragii mei elevi (Ed. Lumina, Chișinău, 1993);
- Piciorul de aramă a căprioarei (Ed. Pontos, Chișinău, 2003);

- În Țara Poveștilor (Ed. Pontos, Chișinău, 2009);

- Cântă cucul în proverb (coautor) (Ed. Pontos, 2010).

### Proză
- Cu jăraticul pe buze (roman despre Ion Creangă) (Ed. „Epigraf”, Chișinău, 1994; Ed. „Pontos”, Chișinău, 2004; Ed. „Pontos”, Chișinău, 2012) reprezintă o reconstituire, în stilul biografiilor romanțate, a unor aspecte mai puțin cunoscute din viața lui Ion Creangă.
- Ca floarea de măr, fericirea (nuvele, povestiri) (Ed. „Pontos”, Chișinău, 2002);
- Decameron basarabean sau Dumnezeu i-a dat omului pușcă(Ed. „Pontos”, Chișinău, 2005; Ed. „Augusta”, Timișoara, România, 2005);
- Istorie a expansiunilor rusești (Ed. „Pontos”, Chișinău, 2006; Ed. „Opera Magna”, Iași, 2007; Ed. Pontos, Chișinău, 2009);
- Iapa lui Kolceak cu dinții de diamant (roman) (Editura „Ruxanda”, Chișinău, 2008);
- Brașoavă adevărată despre nemți și satul Lopatna (Ed. „Tipografia Prag-3”, Chișinău, 2011);
- Teia (Ed. „Labirint”, Chișinău, 2012; Ed. „Pontos”, Chișinău, 2014);
- Cireșe pentru Mareșal (roman) (Ed. „Vicovia”, Bacău, România, 2012) [2];

### Versuri
- Doamna Iasomie (Ed. „Epigraf”, Chișinău, 2001);
- Ascult cum înflorește inul (Ed. „Prometeu”, Chișinău, 2007);

### Dramaturgie
- Nu mai plânge, Păsărilă! (Ed. „Ruxanda”, 1999);
- Spectacolul Cu jăraticul pe buze, jucat de Teatrul Republican muzical-dramatic „B.P. Hasdeu” din Cahul).

### Lucrări metodice și publicistică pedagogică
- Literatura română, manual-crestomație pentru cl. VII (coautor) (Ed. Lumina, Chișinău, 1990,1992,1995);
- Apostol fără nimb (eseuri pedagogice) (Ed. Lumina, Chișinău, 1991);
- Compoziții literare (Ed. Ruxanda, Chișinău, 1997);
- Receptarea și crearea operelor epice în școală (Ed. Epigraf, Chișinău, 2001);
- Mereu sub steag (publicistică pedagogică) (Ed. Pontos, Chișinău, 2004);
- Cum să scrii o sinteză pe nota zece (Ed. Ruxanda, Chișinău, 2005);
- Calendar literar (Ed. Pontos, Chișinău, 2006).

## Premii, mențiuni
- Laureat al Premiului de Stat în domeniul Pedagogiei (1988);
- Diplomă de gradul I a Guvernului Republicii Moldova „pentru activitate îndelungată și rodnică în domeniul creației literare, publicisticii, contribuție substanțială la promovarea valorilor naționale” (2010);
- Medalia „Meritul civic” (2010);
- Premiul  „Romanul Anului” acordat în cadrul Salonului Internațional de Carte pentru „Cireșe pentru Mareșal”, Ediția a XXI-a, 2012;
- Diplome ale Ministerului Învățământului și Educației pentru volumele editate: „Ca floarea de măr, fericirea”, „Cu jăraticul pe buze”;
- Diplomă a Fondului Literar al Scriitorilor din Republica Moldova pentru „Ca floarea de măr, fericirea” (2012);
- Diploma Salonului Internațional de Carte pentru Copii și Tineret pentru „Amintirile Pițigoiului Zbanț” (Ediția a XI-a) (2007);
- Diploma Petrea Darienco pentru activitatea de jurnalist;
- Laureat al săptămânalului „Literatura și Arta” pentru proză (în mai multe rânduri).

## Aprecieri critice
„Romanul Cu jăraticul pe buze e o carte inspirată, am citit-o cu adânc interes. O fi trudit mult la ea, nici nu mă îndoiesc… Ion Iachim este un povestitor cu har de la Dumnezeu, un povestitor de care nu prea avem mulți.
Prin învierea lui Ion Creangă, Ion Iachim achită o datorie a noastră, a tuturora, față de marele humuleștean, de la care luăm cu toții, dar de întors rar cine întoarce.”—Spiridon Vangheli, 2004
„Cartea Cu jăraticul pe buze e scrisă în spiritul vrăjitorului din Humulești, în spiritul și litera Amintirilor din Copilărie.”— Virgil Rațiu, România
„Romanul „Decameron basarabean sau Dumnezeu i-a dat omului pușcă” a lui Ion Iachim poate sta cu cinste alături de zguduitorul roman-document al lui Paul Goma intitulat „Basarabia”.”— Teodor Codreanu, România 
„Ion Iachim ridică vălul de pe niște relații complicate la care basarabenii au participat, însă despre care nimeni dintre prozatorii noștri nu vorbise până la el.”— Ion Ciocanu (despre romanul Decameron basarabean…)
„Amintirile pițigoiului Zbanț e scrisă cu multă fantezie, colorată cu mult umor (…) Elementul cognitiv e îmbinat cu cel fabulos (…) Această narațiune (…) apare ca o suită narativă, ca o feerie în care rolurile oamenilor sunt interpretate de diverse zburătoare. Cred că în aceasta stă farmecul Amintirilor pițigoiului Zbanț, o carte unică în literatura noastră pentru copii.”— Victor Prohin
„Referitor la romanul Cireșe pentru Mareșal proza lui Ion Iachim se citește tensionat de la un capăt la altul, toate căpătând coerență, în ciuda aparențelor date compozite de tip labirintic (…) Nu știu de ce, dar cred că numai un scriitor basarabean putea să creeze ima ginea unei Basarabii a Mareșalului. Li se va părea unora idealizantă și incorect politic. Cert e că ea convinge, căci autorul rupe din adâncul ființei sale ingenuitatea atât de necesară artei și pe care postmodernitatea a pierdut-o.”— Teodor Codreanu, România
„upă lectura romanului Cireșe pentru Mareșal simțeam că trebuie să fac ceva. Tot Dumnezeu m-a luminat. M-am dus la Sfânta Biserică, m-am rugat pentru sufletul Martirului și am aprins o lumânare de sufletul lui Ion Antonescu.Iar alta – pentru sănătatea autorului, ca să mai scrie cărți la fel de bune.”— Ninela Caranfil, Chișinău
„În cartea O istorie a expansiunilor rusești autorul, filolog și scriitor de pe malul stâng al Prutului, povestește cuceritor, rezonabil și convingător, folosindu-se de umor molcom moldovenesc… Cred că greșesc, apucându-mă să povestesc telegrafic și pe sărite, ceea ce Ion Iachim face cu atâta măiestrie izvorâtă din cunoștințe, simțire și talent de narator istoric.”— Corneliu Florea, Canada
„Romanul Cireșe pentru Mareșal se citește cu mult interes. Ion Iachim a înfăptuit un studiu amănunțit, s-a documentat în mod conștiincios în domeniul ales drept un subiect al scrierii sale, a răsplămădit într-un mod al său vastul material factologic referitor la viața și activitatea Mareșalului și a reușit să prezinte o imagine amplă și adecvată a marelui martir și erou al neamului nostru…”— Ion Ciocanu
„Volumul Teia uimește prin clarviziunea autorului în materie de psihologie adolescentină, măiestria sa de a hașura portrete, acțiuni, erudiții. Și mai există în această carte ceva esențial – misterul unei lumi tinere, interesante, ce te cheamă s-o admiri și, mai cu seamă, s-o înțelegi.”— Gheorghe Gutasevici